# Weisshorn (Lenk)

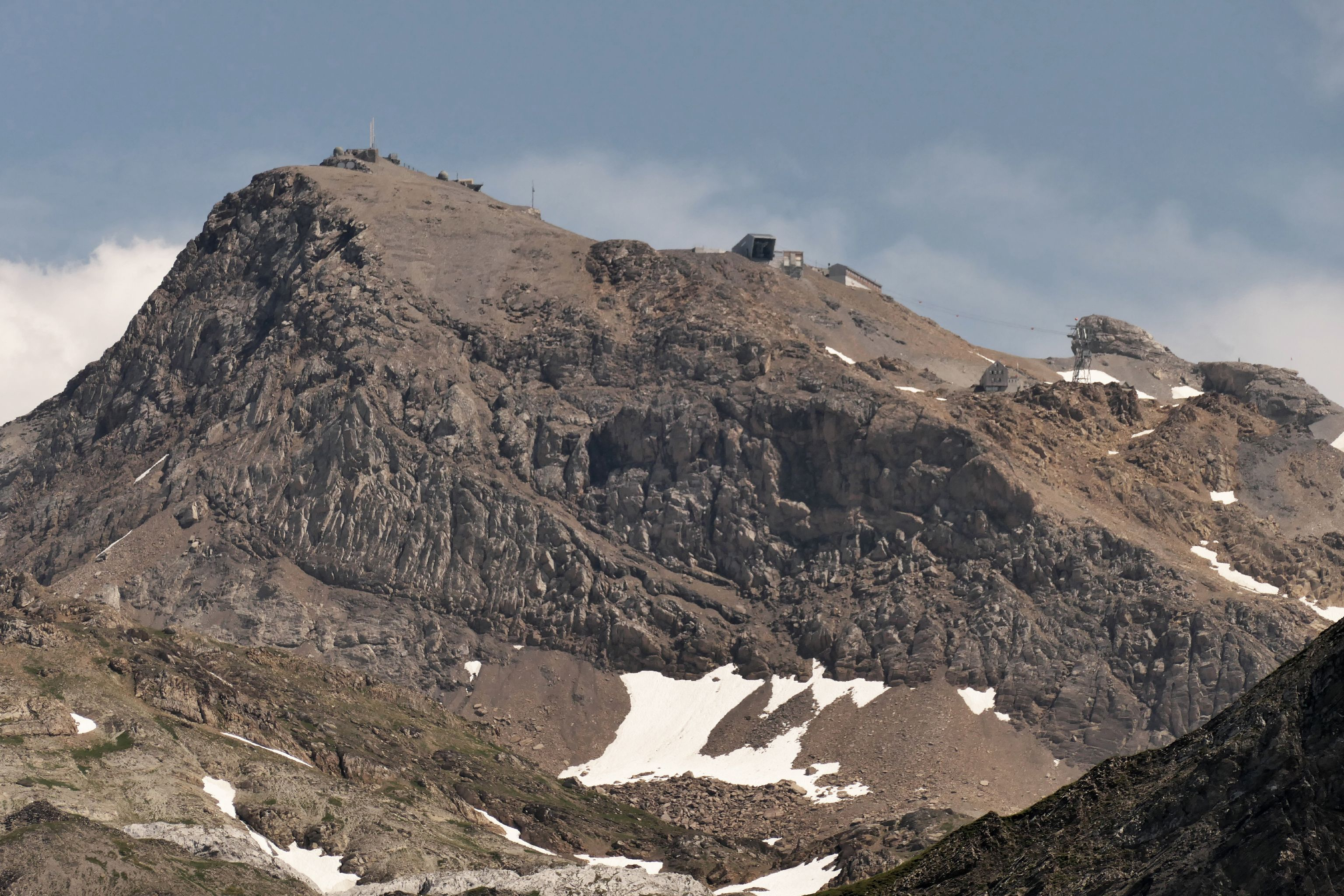
Weisshorn met onder de top het bergstation van een militaire kabelbaan en lager de Wildstrubelhütte van de Schweizer Alpen-Club (SAC)

De Weisshorn, ook Wisshore, is een 2.948 m hoge berg in de Berner Alpen in Zwitserland op de grens van de kantons Bern en Wallis.
De bergtop ligt op de grens van de gemeentes Lenk in het kanton Bern en Icogne in het kanton Wallis/Valais.
Er zijn militaire installaties op de bergtop voor het monitoren van het luchtverkeer, waaronder het luchtruimbewakings- en operationele controlesysteem FLORAKO (Florida Radar Replacement Radar Air Situational System Communication System) van de Zwitserse luchtmacht. Vanaf Iffigenalp leidt sinds 1950 een niet-openbare militaire kabelbaan (MSB 5) in twee secties naar de Weisshorn. In 2002 werd het eerste deel tot aan het middenstation Rawilpass vernieuwd, de vernieuwing van de bovenste sectie wordt voorbereid.
Op de westelijke flank op een hoogte van 2791 m boven de zeespiegel staat de Wildstrubelhütte van de Schweizer Alpen-Club (SAC). 
Ten oosten van de top ligt de Plaine Morte-gletsjer.